# Flurhof (Weidenberg)
Flurhof ist ein Gemeindeteil des Markts Weidenberg im Landkreis Bayreuth (Oberfranken, Bayern). Flurhof liegt in der Gemarkung Lessau.

## Geografie
Die Einöde liegt am Fuße der Winterleite (492 m ü. NHN, 0,9 km nordöstlich). Unmittelbar nördlich verläuft die Bahnstrecke Weiden–Bayreuth. Im Süden fließt der Würgersbach, ein rechter Zufluss der Ölschnitz. Ein Anliegerweg führt an Neuwiese vorbei nach Gebhardtshof (0,5 km östlich).

## Geschichte
Flurhof wurde in der zweiten Hälfte des 19. Jahrhunderts auf dem Gemeindegebiet von Lessau gegründet und in einem Ortsverzeichnis von 1877 erstmals namentlich erwähnt. Am 1. Januar 1972 wurde Flurhof im Zuge der Gebietsreform in Bayern nach Weidenberg eingemeindet.

### Einwohnerentwicklung
| Jahr      | 001871 | 001885 | 001900 | 001925 | 001950 | 001961 | 001970 | 001987 |
| Einwohner | 6      | 6      | 7      | 6      | 8      | 5      | 2      | 4      |
| Häuser    |        | 1      | 1      | 1      | 1      | 1      |        | 1      |
| Quelle    | [ 5 ]  | [ 9 ]  | [ 10 ] | [ 11 ] | [ 12 ] | [ 13 ] | [ 14 ] | [ 1 ]  |

## Religion
Flurhof ist evangelisch-lutherisch geprägt und nach St. Laurentius (Neunkirchen am Main) gepfarrt.